# Prefontaine
Pour plus de détails, voir Fiche technique et Distribution.
Prefontaine est un film américain réalisé par Steve James, sorti en 1997.

## Synopsis
La vie de Steve Prefontaine, coureur de fond américain.

## Fiche technique
- Titre : Prefontaine
- Réalisation : Steve James
- Scénario : Steve James et Eugene Corr
- Direction artistique : Gregory Weimerskirch
- Décors : Carol Winstead Wood
- Costumes : Tom Bronson
- Image : Peter Gilbert
- Montage : Peter Frank
- Musique : Mason Daring
- Société de production : Hollywood Pictures
- Pays d’origine :  États-Unis
- Langue : anglais
- Format : Couleur - 1.66:1 - Dolby Digital
- Durée : 107 minutes
- Dates de sortie : 
  -  États-Unis 24 janvier 1997

## Distribution
- Jared Leto : Steve Prefontaine
- R. Lee Ermey : Bill Bowerman
- Breckin Meyer : Pat Tyson
- Kurtwood Smith : Curtis Cunningham